# FSV Barleben
FSV Barleben is een Duitse voetbalclub uit het ten noorden van Maagdenburg gelegen gemeente Barleben in de deelstaat Saksen-Anhalt. De vereniging telt zo'n 200 leden. Het grootste sportieve succes is de behaalde titel in de Verbandsliga Sachsen-Anhalt in het seizoen 2014/15, waarmee de club promotie heeft afgedwongen naar de Oberliga (het 5e niveau in Duitsland).

## Geschiedenis
De club werd opgericht in 1911 en slaagde er nooit in om uit de laagste reeksen weg te raken. Na de Tweede Wereldoorlog werden alle Duitse voetbalclubs ontbonden. Hoewel de clubs in West-Duitsland meestal heropgericht werden, kon dit in Oost-Duitsland niet onder dezelfde naam. In Oost-Duitsland kwam het systeem van de BSG's en in 1948 werd BSG Motor Barleben opgericht. In de jaren vijftig speelde de club enkele seizoenen in de Bezirksliga Magdeburg, toen de derde hoogste klasse. Vanaf 1957 speelde de club voornamelijk in de Bezirksklasse. Na de Duitse hereniging werd de clubnaam gewijzigd in FSV Barleben 1911. Nadat de club volgens het West-Duitse systeem ingedeeld werd speelde de club nog maar in de Kreisliga, de laagste reeksen. 
De club ging wat op en neer tussen de Kreisliga en de Landesklasse. In 2011 promoveerde de club voor het eerst naar de Landesliga. Na een derde en vierde plaats promoveerde de club in 2014 naar de Verbandsliga Sachsen-Anhalt, de zesde hoogste klasse, en werd daar in het eerste seizoen kampioen waardoor de club in 2015 voor het eerst buiten het regionaal niveau speelt in de Oberliga NOFV-Süd. In het eerste seizoen eindigde de club negende. De volgende twee seizoenen eindigde de club dertiende en trok zich in 2018 vrijwillig terug uit de Oberliga. 

## Seizoenen sinds 2002
| Seizoen | Competitie                  | Doelsaldo | Punten | Plaats | Opmerkingen            |
| ------- | --------------------------- | --------- | ------ | ------ | ---------------------- |
| 2002/03 | Landesklasse 2              | 73:64     | 45     | 8      |                        |
| 2003/04 | Landesklasse 2              | 38:74     | 22     | 15     | Degradatie             |
| 2004/05 | Ohrekreisliga               | 48:98     | 13     | 15     |                        |
| 2005/06 | Ohrekreisliga               | 55:69     | 33     | 11     |                        |
| 2006/07 | Ohrekreisliga               | 73:55     | 53     | 2      |                        |
| 2007/08 | Bördekreisliga              | 98:29     | 72     | 1      | Kampioen en promotie   |
| 2008/09 | Landesklasse 4              | 65:27     | 59     | 1      | Kampioen en promotie   |
| 2009/10 | Landesliga Nord             | 47:83     | 25     | 17     | Degradatie             |
| 2010/11 | Landesklasse 2              | 84:27     | 70     | 1      | Kampioen en promotie   |
| 2011/12 | Landesliga                  | 63:34     | 51     | 3      |                        |
| 2012/13 | Landesliga                  | 45:29     | 43     | 4      |                        |
| 2013/14 | Landesliga                  | 78:24     | 72     | 1      | Kampioen en promotie   |
| 2014/15 | Verbandsliga Sachsen-Anhalt | 76:24     | 70     | 1      | Kampioen en promotie   |
| 2015/16 | Oberliga NOFV-Süd           | 52:47     | 40     | 9      |                        |
| 2016/17 | Oberliga NOFV-Süd           | 41:71     | 32     | 13     |                        |
| 2017/18 | Oberliga NOFV-Süd           | 35:54     | 33     | 13     | Vrijwillige degradatie |
| 2018/19 | Verbandsliga                | 67-44     | 49     | 4      |                        |

## Successen
- Kampioen Landkreis Börde (2007/08)
- Kampioen Landesklasse 4 (2008/09)
- Kampioen Landesklasse 2 (2010/11)
- Kampioen Landesliga Nord (2013/14)
- Kampioen Sachsen-Anhalt (2014/15)